# Sandra Biernatek
Sandra Biernatek est une ancienne joueuse  de volley-ball et de beach-volley polonaise, née le 11 novembre 1986 à Zabrze. Elle mesure 1,82 m et jouait au poste de réceptionneuse-attaquante.

## Clubs
| Club                    | De        | À         |
| ----------------------- | --------- | --------- |
| UKS Spartakus Zabrze    |           | 2003-2004 |
| Sokół Chorzów           | 2004-2005 | 2007-2008 |
| TPS Rumia               | 2008-2009 | 2008-2009 |
| Eliteski AZS UEK        | 2009-2010 | 2010-2011 |
| Wisła Cracovie          | 2011-2012 | 2013-2014 |
| KS Bronowianka Cracovie | 2014-2015 | 2014-2015 |
| AZS PŚ Gliwice          | 2015-2016 | 2015-2016 |
| MKS Jarosław            | 2018-2019 | 2018-2019 |